# Kirsten Brandt
Kirsten Brandt (Friedberg, Hessen, 1963) és una filòloga i traductora alemanya.

## Biografia
Tot i formar-se primer com a llibretera, posteriorment estudià filologia portuguesa, anglesa i alemanya a Frankfurt, Hamburg, Lisboa i Praga. El 1996 Brandt va traslladar-se a Barcelona, on treballà a la Ute Körner Literary Agent com a agent literària. Les seves principals funcions eren les de responsable del departament de drets d'autor a Quaderns Crema /Acantilado i de traducció. L'any 2002 va tornar a Alemanya, on es dedica a la traducció literària del català, espanyol i portuguès.
Després d'unes primeres traduccions per a la revista Tranvía a Berlín, va començar la traducció de diversos llibres, entre els quals destaca els de l'obra de Miguel Esteves Cardoso i Francisco José Viegas del portuguès; Dulce Chacón, Rosa Montero i Roberto Bolaño de l'espanyol; i Carme Riera, Josep Pla, Jaume Cabré i Eugeni Xammar del català.
La seva traducció de la novel·la Cielos de barro (Fandango im Schnee, Lübbe 2004) va ser guardonada amb el premi de l'ambaixada espanyola de Berlín per a traductors novells.
El 31 de maig del 2014, Kirsten Brandt va ser una de les protagonistes del capítol Europa segle XX del programa Afers Exteriors, dirigit per Miquel Calçada.

## Traduccions
Algunes de les traduccions que ha realitzat del català a l'alemany són:
- Les veus del Pamano de Jaume Cabré[4]
- L'ou de la serp d'Eugeni Xammar
- El carrer estret de Josep Pla
- L'estiu de l'anglès de Carme Riera
- La ciutat invisible d'Emili Rosales